# ヤウンデの悲劇
ヤウンデの悲劇（ヤウンデのひげき）とは、2006 FIFAワールドカップドイツ大会アフリカ最終予選におけるサッカーカメルーン代表とエジプト代表との試合、およびその試合結果によってカメルーン代表が本大会出場を逃したこと自体を指す通称である。

## 最終予選の経過
ドイツ大会のアフリカ最終予選では、参加国を6チームずつ5つのグループに分け、ホーム・アンド・アウェー方式で計10試合の総当たり戦を行い、各組1位だけが本大会出場できる規定だった。アフリカ最終予選グループ3では、5大会連続6回目の出場を目指すカメルーンが下位チームのと対決で取りこぼしが目立つ一方、本大会未出場だったコートジボワールが勝ち点を積み重ね、第8節終了時点でコートジボワールは勝ち点19の首位、カメルーンが勝ち点17の2位となる。
それでも、第9節でのアウェイでのコートジボワールとの直接対決では、この試合でコートジボワールが勝利すれば本大会初出場が決まる中、ピエール・ウェボがハットトリックを達成し、3-2で勝利し、勝ち点20となりコートジボワールを逆転して首位に立つ。
最終戦を残す時点で、カメルーンが2位コートジボワールに勝ち点1差の1位であり、カメルーンのヤウンデで開催される3位エジプト（本大会出場の可能性なし）との最終戦に勝てば、同日同時刻にスーダンで行われるコートジボワール対5位スーダン（本大会出場の可能性なし）の結果如何に関わらず自力で本大会出場できる状況にあった。

## 試合経過
2005年10月8日ヤウンデでの最終戦で、ホームのカメルーンは21分にルドルフ・ドゥアラのゴールで先制したが、80分にエジプトが同点に追いついた。この時点で2位コートジボワールはスーダンを3-0とリードし勝利確実であるという情報が入っており、カメルーンはこのまま引き分けると2位に転落し本大会出場できない可能性が極めて高くなった。何としても勝ち越さねばならなくなったカメルーンは猛攻を続けるも90分内ではゴールを奪えず、試合は5分間のアディショナルタイムに突入した。
しかし94分にエジプト陣ペナルティエリア内でサロモン・オレンベが倒され、カメルーンが土壇場でPKを獲得。オレンベは歓喜し走り回り、他のカメルーンイレブンもカメルーン国民も、エジプト戦の勝利と通算6度目となるW杯本大会出場を確信した。しかし、PKを蹴ったピエール・ウォメがボールをゴールポストに当ててしまう。そのままボールはゴールラインを割り、ノーゴールとなった。ゴールキック後まもなく終了のホイッスルが鳴らされ、1-1の引き分けで試合終了となった。
結局、他会場でコートジボワールがスーダンに3-1で勝利したため、逆転でグループ3の1位となったコートジボワールが本大会出場権を獲得。カメルーンは出場権を逃した。

## その後
試合後、PKを外したウォメの自宅が暴徒に襲われ、自宅の自動車（ベンツ）を破壊されてしまった。
その後のインタビューでサミュエル・エトオは「PKは自分が蹴ろうとしたが、ウォメが蹴らせてほしいと言ってきたので彼に譲ったんだ」とコメント。しかし後日行なわれたウォメの会見（ピエール・ウォメの項参照）などによりエトオの発言が嘘だという事実が分かり、エトオへ批判が集中したという。